# Oedalechilus labeo

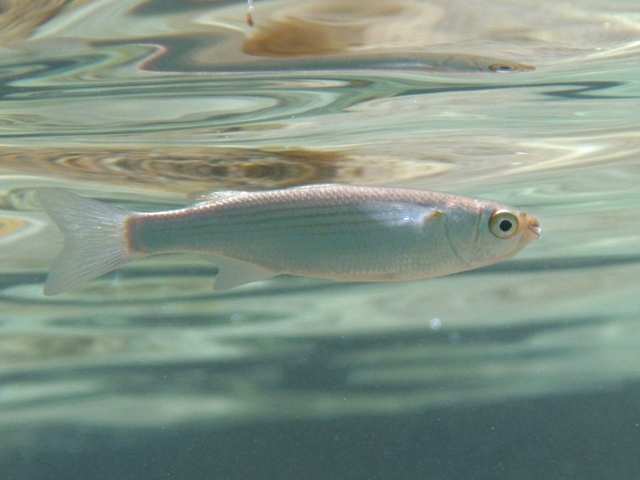

Il cefalo labbrone o cefalo schiumarolo (Oedalechilus labeo Cuvier, 1829) è un pesce di mare appartenente alla famiglia dei Mugilidae.

## Distribuzione e habitat
Questa specie è la più meridionale tra i Cefali mediterranei, infatti il suo areale è limitato al mar Mediterraneo ed alle coste atlantiche del Marocco, non è presente nel mar Nero. All'interno del mar Mediterraneo frequenta di preferenza le coste meridionali ma, forse in seguito alla meridionalizzazione di questo mare, inizia ad essere frequente anche più a nord.
Il suo habitat è essenzialmente marino e legato alle coste rocciose, si ritrova molto raramente in acque salmastre e mai in acqua dolce. È sua tipica abitudine il trattenersi nella schiuma che la risacca forma attorno agli scogli (donde il nome di "schiumarolo").

## Descrizione
Ha il tipico aspetto da cefalo ma ben distinguibile dalle altre specie in base ad alcuni particolari:
- il labbro superiore è molto spesso e carnoso (molto più che in Chelon labrosus) mentre l'inferiore è sottile ed appuntito
- La sagoma è sensibilmente più tozza e panciuta
- la pinna anale ha 11 raggi molli (contro 6-7 negli altri generi mediterranei della famiglia)
- le dimensioni non superano i 25 cm.

## Riproduzione ed alimentazione
Simili a quelle delle altre specie mediterranee di Mugilidae.

## Pesca
Si cattura con le tecniche utilizzate per gli altri membri della famiglia. Le sue carni sono buone ma, date le minime dimensioni, non ha nessun interesse commerciale (se non, occasionalmente, come pesce da frittura).